# Catalyst (альбом Віллі Діксона)
Catalyst — студійний альбом американського блюзового музиканта Віллі Діксона, випущений у 1973 році лейблом Ovation. 1974 року альбом номіновано на премію «Греммі» (в категорії «Найкращий запис етнічної або народної музики»).

## Про альбом
Блюзовий басист і автор пісень Віллі Діксон записав у 1973 році один із небагатьох своїй сольних альбомів на лейблі Діка Шорі Ovation (який був орієнтований на випуск в основному музики в жанрі кантрі). На цьому альбомі Діксон не грає на басу, а лише співає, йому акомпанують відомі сесійні музиканти, зокрема піаніст Лафаєтт Лік, губний гармоніст Кері Белл, гітаристи Майті Джо Янг і Філ Апчерч та ін. Альбом складається з 10 пісень, усі окрім однією були написані Діксоном; тут перезаписані версії таких відомих старі хітів як «My Babe», «I Just Want to Make Love to You», «Wang Dang Doodle» (була написана Діксоном для Коко Тейлор) та «Bring It on Home» (яку у 1969 році британський гурт Led Zeppelin перезаписав для свого другого альбому).

## Визнання
1974 року на 17-й церемонії нагородження премії «Греммі» альбом був номінований в категорії «Найкращий запис етнічної або народної музики». Ця номінація стала першою з шести на премією «Греммі» в кар'єрі музиканта.

## Список композицій
1. «Bring It on Home» (Віллі Діксон) — 2:34
2. «Don't Trust Nobody» (Едді Шоу) — 3:04
3. «God's Gift to Man» (Віллі Діксон) — 4:07
4. «Hoo Doo Doctor» (Віллі Діксон) — 2:26
5. «My Babe» (Віллі Діксон) — 4:07
6. «Wang Dang Doodle» (Віллі Діксон) — 4:07
7. «When I Make Love» (Віллі Діксон) — 3:00
8. «I Think I Got the Blues» (Віллі Діксон) — 3:58
9. «But It Sure Is Fun» (Віллі Діксон) — 2:59
10. «I Just Want to Make Love to You» (Віллі Діксон) — 4:20

## Учасники запису
- Віллі Діксон — вокал
- Лафаєтт Лік — фортепіано
- Кері Белл Гаррінгтон — губна гармоніка
- «Майті» Джо Янг, Філ Апчерч — гітара
- Бастер Бентон — соло-гітара
- Луї Саттерфілд — бас-гітара
- Морріс Дженнінгс — ударні

Технічний персонал
- Дік Шорі — продюсер
- Стів Скіндер — інженер
- Герб Брюс — ілюстрація